# 木里秋葵
木里秋葵（学名：Abelmoschus muliensis）为锦葵科秋葵属下的一个种。為中國特有物種。

## 扩展阅读
- 維基物種上的相關：木里秋葵